# Андхой

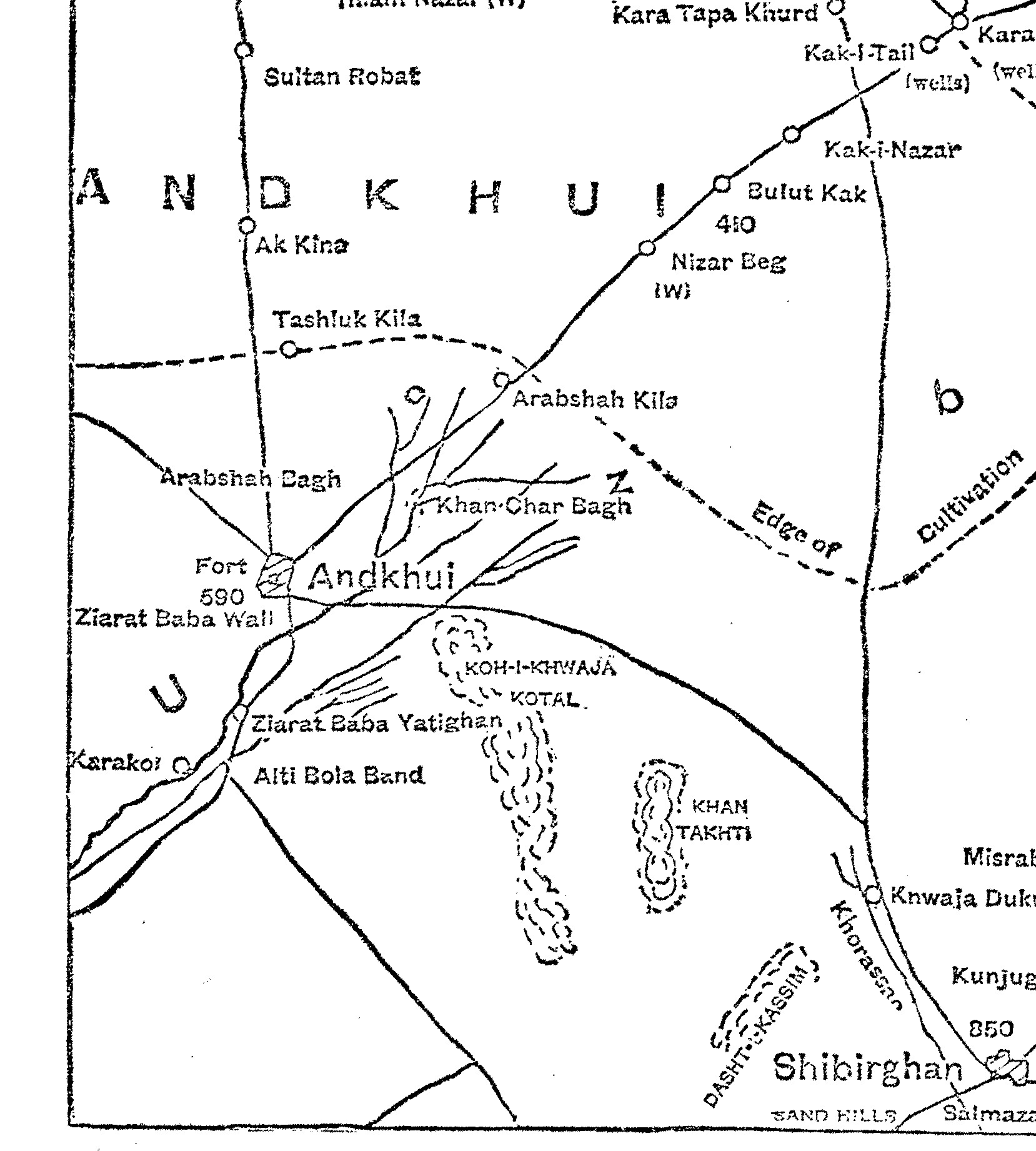
Карта провінції Андхой 1886

Андхо́й (дарі اندخوى Andxōy, пушту اندخوي) — старовинне місто на півночі Афганістану. Знаходиться в провінції Фар'яб, розташований за 185 км на захід від Мазарі-Шарифа. Менш ніж в 32 км від кордону з Туркменістаном, і пов'язаний з містом Керки дорогою, що перетинає кордон. Вузол доріг на Керки (колишнього СРСР, нині — Атамурад, Туркменістан), Герат та Кабул. У місті Андхой розвинене виробництво текінських килимів та грубих тканин, обробка каракулю. На південь від Андхоя добувають кам'яну сіль.

## Історія
Андхой знаходиться в Афганському Туркестані, частині Туркестану, приєднаної до Афганістану в 1885 р Існують легенди, що місто заснував Македонський правитель Олександр Великий. Одне з найпівнічніших міст в Афганістані, близьке до кордону з Туркменістаном. До 1820 року входило до складу Бухарського емірату. Населення міста складає 37 100 чоловік (2004 р.)

## Клімат
Місто знаходиться у зоні, котра характеризується кліматом тропічних степів. Найтепліший місяць — липень із середньою температурою 30.2 °C (86.4 °F). Найхолодніший місяць — січень, із середньою температурою 3.6 °С (38.5 °F).
| Клімат Андхоя           | Клімат Андхоя | Клімат Андхоя | Клімат Андхоя | Клімат Андхоя | Клімат Андхоя | Клімат Андхоя | Клімат Андхоя | Клімат Андхоя | Клімат Андхоя | Клімат Андхоя | Клімат Андхоя | Клімат Андхоя | Клімат Андхоя |
| Показник                | Січ.          | Лют.          | Бер.          | Квіт.         | Трав.         | Черв.         | Лип.          | Серп.         | Вер.          | Жовт.         | Лист.         | Груд.         | Рік           |
| Середня температура, °C | 3,6           | 5,9           | 11,2          | 18            | 23,3          | 28,1          | 30,2          | 28            | 23            | 16,6          | 10,9          | 6,5           | 17,1          |
| Норма опадів, мм        | 39.4          | 40.6          | 58.1          | 32.5          | 12.8          | 0.3           | 0             | 0             | 0.2           | 5.4           | 14            | 31.3          | 234.6         |
| Днів з опадами          | 5,6           | 6,5           | 9,4           | 7,1           | 3,1           | 0             | 0             | 0             | 0             | 2,1           | 3,4           | 4,9           | 42,1          |
| Вологість повітря, %    | 74.8          | 71.7          | 67.5          | 61.3          | 44.9          | 32.5          | 30.7          | 32.2          | 36.7          | 47.5          | 60.7          | 71.9          | 52.7          |
| ----------------------- | ------------- | ------------- | ------------- | ------------- | ------------- | ------------- | ------------- | ------------- | ------------- | ------------- | ------------- | ------------- | ------------- |
| Джерело: Weatherbase    |               |               |               |               |               |               |               |               |               |               |               |               |               |